# Teutoniella
Teutoniella es un género de arañas araneomorfas de la familia Micropholcommatidae. Se encuentra en Chile y Brasil.

## Lista de especies
Según The World Spider Catalog 12.0:
- Teutoniella cekalovici Platnick & Forster, 1986
- Teutoniella plaumanni Brignoli, 1981